# Суеллі
Суеллі (італ. Suelli, сард. Sueddi) — муніципалітет в Італії, у регіоні Сардинія,  провінція Кальярі.
Суеллі розташоване на відстані близько 390 км на південний захід від Рима, 39 км на північ від Кальярі.
Населення — 1130 осіб (2014).

## Демографія
Населення за роками:

Станом на 1 січня 2023 року в муніципалітеті офіційно проживало 14 іноземців з 9 країн, серед них 6 громадян країн Євросоюзу та 2 громадяни України.

## Сусідні муніципалітети
- Джезіко
- Мандас
- Селегас
- Сенорбі
- Сьюргус-Донігала